# Morgen (Boudewijn de Groot)
Morgen (later De morgen) was een voorbestemde single van Boudewijn de Groot. Het kreeg nummer AT 10081 in de catalogus van Decca Records. Het is onbekend of het uiteindelijk in de winkel te koop is geweest. De Groot hield het zelf op niet, maar anderen beweerden dat ze een exemplaar zouden hebben bemachtigd.
Morgen gaat over prille liefde op een studentenkamer. De liefde is geheim, de hospita mag er niets van weten. Het lied Delirium gaat erover dat de zanger zonder zijn geliefde in een delirium zou raken van de drank.
Zowel de A-kant als de B-kant zijn geschreven door Boudewijn de Groot (muziek) en Lennaert Nijgh.